# 上海凝聚力工程博物馆
上海凝聚力工程博物馆（英語：Shanghai Cohesion Project Museum）是一个位于上海的博物馆。主要展示基层党建工作历史。

## 历史
2013年10月建成开馆，位于上海市长宁区878号上海中山公园内，紧邻玫瑰坊和龙之梦购物公园。总建筑面积2,700平方米，展馆面积1,300平方米。

## 营业时间
- 周二至周日：上午九点至十一点半，下午一点至四点半
- 周一闭馆

## 交通
上海轨道交通2号线、3号线、4号线中山公园站 (上海市)